# Convento Smolny
O Convento Smolny (em russo:Смольный монастырь) ou Convento Smolny da Ressurreição, localizado em Ploschad Rastrelli, na margem do rio Neva, em São Petersburgo, na Rússia, é composto por uma catedral (sínodo) e um complexo de edifícios que a cercam, originalmente destinados a serem um convento.

## História
Este convento ortodoxo russo foi construído para abrigar Isabel da Rússia, a filha de Pedro, o Grande. No entanto, seu antecessor imperial, Ivan VI da Rússia foi destronado durante um golpe de Estado (realizado pelos guardas reais em 1741), Isabel decidiu então renunciar sua vida monárquica e se tornar uma freira, assim continuando os trabalhos no convento.

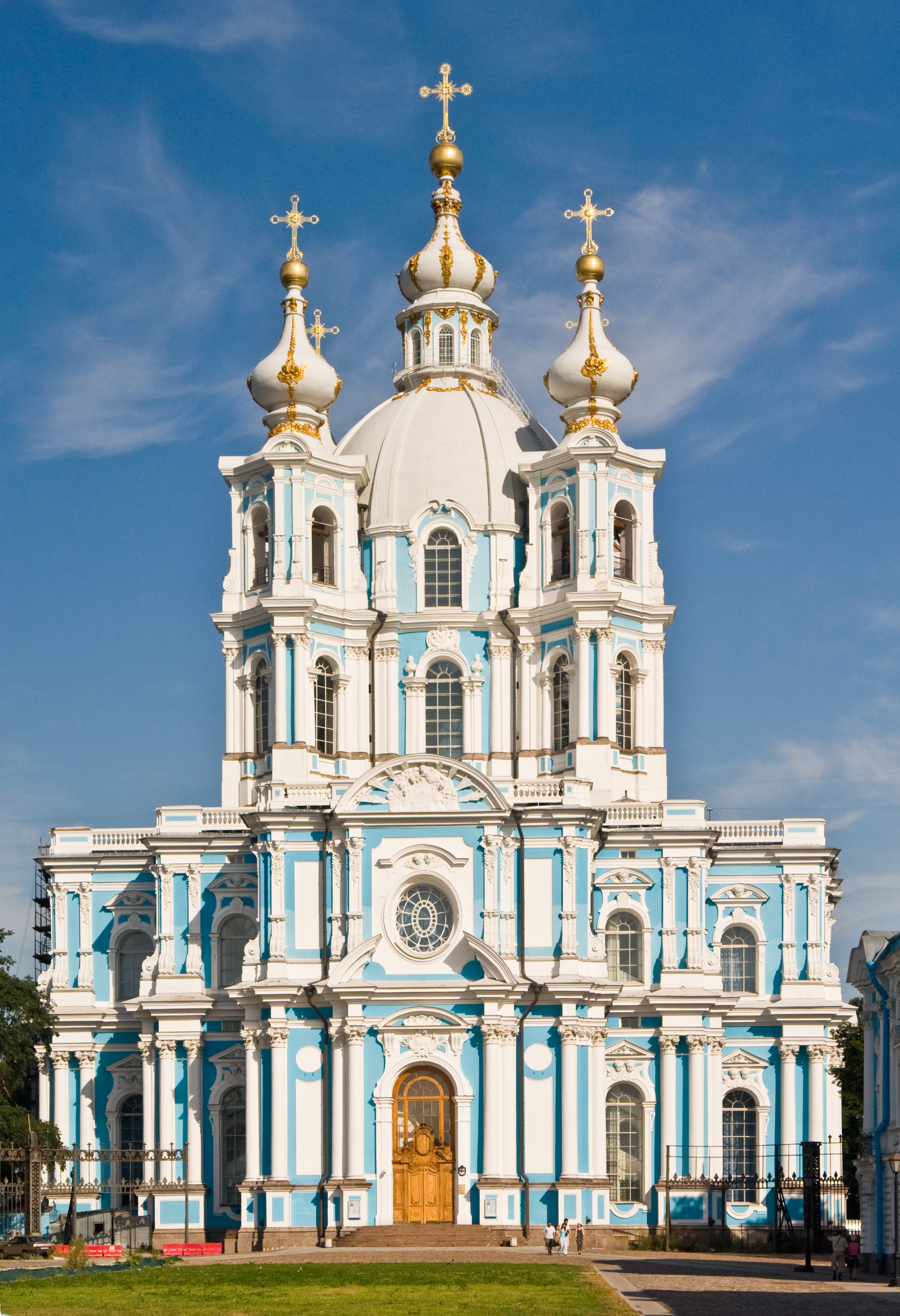
A Catedral do Convento de Smolny.

 A principal igreja do convento (Katholikon ou sínodo), um edifício azul e branco, é considerada uma das obras-primas arquitetônicas do arquiteto italiano Bartolomeo Rastrelli, que também redesenhou o Palácio de Inverno, e criou o Palácio de Catarina. Em Tsarskoye Selo (Pushkin), também criou o Palácio de Peterhof e muitos outros marcos de São Petersburgo.
A catedral é a peça central do convento, construída por Rastrelli entre 1748 e 1764. Naquele tempo, o projeto de uma torre e sino faria o edifício se tornar o mais alto em São Petersburgo e em toda a Rússia. Mas a morte de Isabel em 1762 impediu Rastrelli de completar o projeto.
Quando Catarina II da Rússia assumiu o trono, se descobriu que a nova Imperatriz desaprovava fortemente o estilo barroco, e o financiamento que tinha apoiado a construção do convento rapidamente se esgotou. Rastrelli foi incapaz de construir o enorme campanário que tinha planejado e incapaz de terminar o interior da catedral. O edifício foi terminado somente em 1835 por Vasily Stasov com a adição de um interior neoclássico para suprir os gostos arquitetônicos mudados naquele tempo. A Catedral foi consagrada em 22 de julho de 1835. Seu altar principal foi dedicado à Ressurreição e os dois altares laterais foram dedicados a Maria Madalena e a Isabel a Justa. A igreja foi fechada pelas autoridades soviéticas em 1923. Foi saqueada até a decadência em 1982, quando se tornou uma casa de concertos.
Hoje, a catedral de Smolny é usada primeiramente como uma sala de concertos e os edifícios circunvizinhos do convento abrigam diversos escritórios e instituições do governo. Além disso, as faculdades de sociologia, ciências políticas e relações internacionais da Universidade Estatal de São Petersburgo estão localizados em alguns dos edifícios que cercam a catedral.
O Instituto Smolny nas proximidades foi nomeado após o convento.